# Hans Clemens

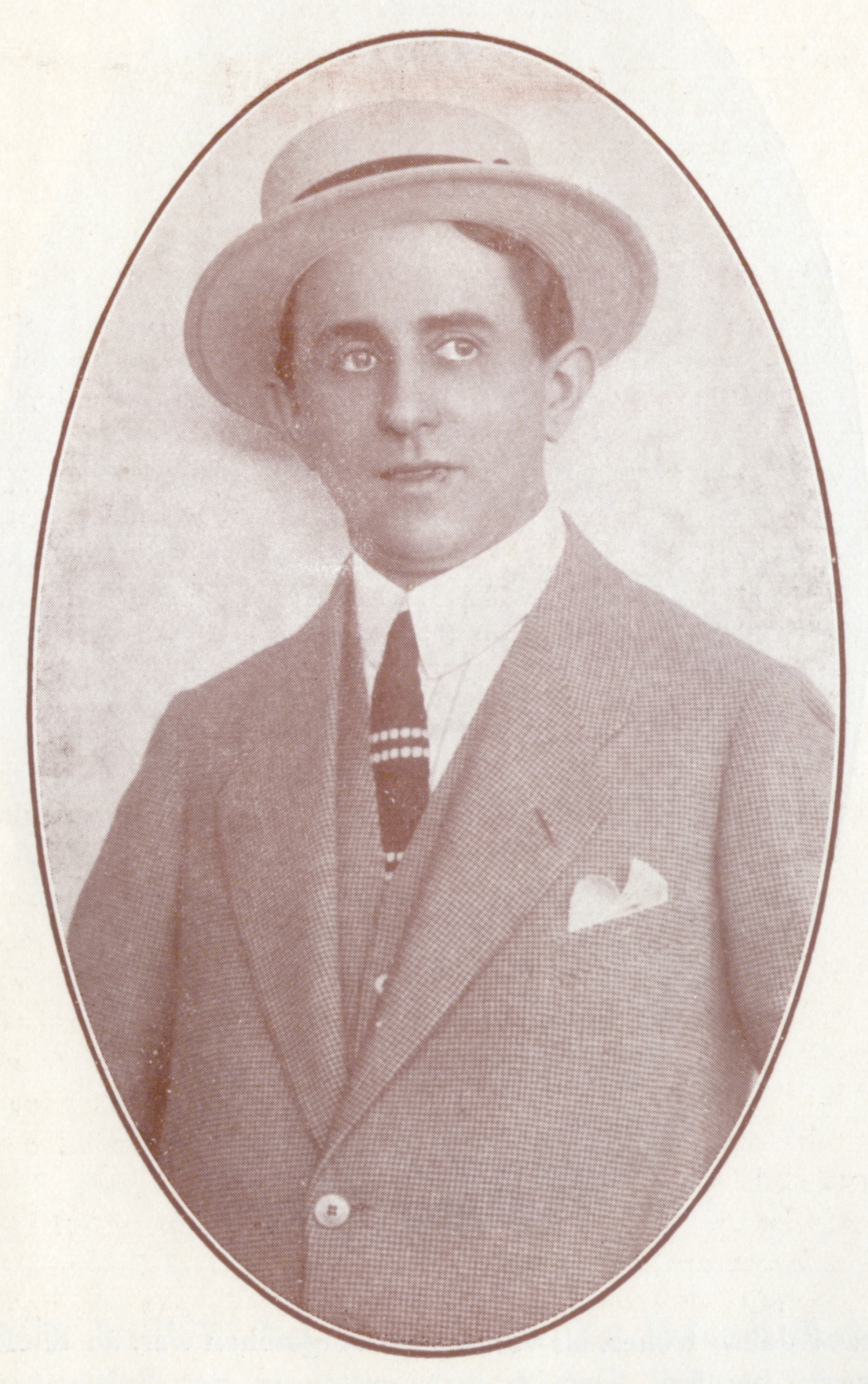
Hans Clemens, um 1917

Hans Clemens (27. Juli 1890 in Gelsenkirchen – 25. August 1958 in Montrose, Colorado) war ein deutschamerikanischer Opernsänger (Tenor) und Gesangspädagoge.

## Leben
Clemens debütierte 1912 an der Oper Köln. Von 1925 bis 1929 und 1935 war er Gast an der Londoner Covent Garden Opera. 1930 ging er in die USA an die Metropolitan Opera New York (Antrittsrolle: „Steuermann“ im Fliegenden Holländer). Dort blieb er bis 1938 und sang im Wesentlichen Tenor-Buffo-Partien. Auch gastierte er oft an der Oper San Francisco. Nach dem Ende seiner Bühnenkarriere wirkte er als Gesangspädagoge in Los Angeles.
Verheiratet war er mit der Opernsängerin Wanda Achsel, die Ehe wurde 1933 getrennt.

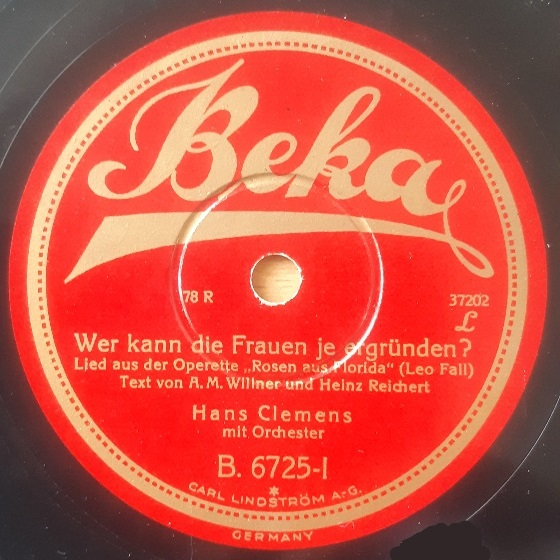
Schallplatte von Hans Clemens (Berlin 1929)

Schallplattenaufnahmen von Hans Clemens erschienen unter den Etiketten von Beka und Parlophon (Berlin 1928–30).